# Zabytki Kultury Materialnej w Polsce (seria monet)
Seria Zabytki Kultury Materialnej w Polsce, Zabytki Rzeczypospolitej i Zabytki Kultury w Polsce (do 2000 roku Zamki i pałace w Polsce) obejmuje srebrne monety kolekcjonerskie oraz obiegowe okolicznościowe o nominale 20 000 złotych bitych w miedzioniklu, a po denominacji 2 złote ze stopu Nordic Gold. Narodowy Bank Polski zainaugurował tę serię w 1975 roku. Jej celem jest przedstawienie polskich zabytkowych budowli.

## Lista monet seriiZamki i pałace w Polsce,Zabytki Kultury Materialnej w PolsceorazZabytki Rzeczypospolitej
Pierwsze dwie monety serii były bite tylko w srebrze próby 625. W 1993 roku wprowadzono także obiegowe monety okolicznościowe bite z CuNi oraz zmieniono stop monet srebrnych na próbę 999. Od 1996 roku srebrne numizmaty są ze stopu próby 925, natomiast okolicznościowe monety o nominale 2 złote – ze stopu Nordic Gold.
Zarówno awers, jak i rewers monet srebrnych jest zmienny. W latach 1975–1977 był to orzeł, nominał, rok wprowadzenia do obiegu oraz półkolem napis Polska Rzeczpospolita Ludowa. Do 2000 roku był to okrąg z lilijkami, a od 2001 awers zmienia się. Stałymi elementami awersu jest orzeł, rok wprowadzenia monety do obiegu, nominał (20 złotych) i napis Rzeczpospolita Polska. Rewers przedstawia jeden z zabytków.
Awers monet okolicznościowych przedstawia orła w okręgu z lilijkami, rok wprowadzenia do obiegu, nominał oraz napis Rzeczpospolita Polska. Na rewersie z kolei przedstawiona jest zabytkowa budowla z poniższej listy.
W 2010 roku NBP wyemitowało monetę Krzeszów, która kontynuuje serię Zabytki Kultury Materialnej w Polsce pod nową nazwą – Zabytki Rzeczypospolitej.
| Moneta                                                   | Nominał         | Stop        | Średnica | Masa    | Data emisji          | Nakład    | Wizerunek monety |
| -------------------------------------------------------- | --------------- | ----------- | -------- | ------- | -------------------- | --------- | ---------------- |
| Zamek Królewski w Warszawie                              | 100 złotych     | Ag 625      | 32,00 mm | 16,50 g | 6 marca 1975         | 50 177    | awers i rewers   |
| Zamek Królewski na Wawelu                                | 100 złotych     | Ag 625      | 32,00 mm | 16,50 g | 7 października 1977  | 30 000    | awers i rewers   |
| Zamek w Łańcucie                                         | 300 000 złotych | Ag 999      | 40,00 mm | 31,10 g | 28 czerwca 1993      | 20 000    | awers i rewers   |
| Zamek w Łańcucie                                         | 20 000 złotych  | CuNi        | 29,50 mm | 10,80 g | 28 czerwca 1993      | 500 000   | rewers           |
| Pałac Królewski w Łazienkach                             | 20 złotych      | Ag 999      | 40,00 mm | 31,10 g | 20 września 1995     | 20 000    | awers i rewers   |
| Pałac Królewski w Łazienkach                             | 2 złote         | CuNi        | 29,50 mm | 10,80 g | 20 września 1995     | 287 300   | rewers           |
| Zamek w Lidzbarku Warmińskim                             | 20 złotych      | Ag 925      | 38,61 mm | 28,28 g | 16 października 1996 | 15 000    | awers i rewers   |
| Zamek w Lidzbarku Warmińskim                             | 2 złote         | CuAl5Zn5Sn1 | 27,00 mm | 8,15 g  | 16 października 1996 | 300 000   | rewers           |
| Zamek w Pieskowej Skale                                  | 20 złotych      | Ag 925      | 38,61 mm | 28,28 g | 6 października 1997  | 15 000    | awers i rewers   |
| Zamek w Pieskowej Skale                                  | 2 złote         | CuAl5Zn5Sn1 | 27,00 mm | 8,15 g  | 6 października 1997  | 315 000   | rewers           |
| Zamek w Kórniku                                          | 20 złotych      | Ag 925      | 38,61 mm | 28,28 g | 20 maja 1998         | 20 000    | awers i rewers   |
| Zamek w Kórniku                                          | 2 złote         | CuAl5Zn5Sn1 | 27,00 mm | 8,15 g  | 20 maja 1998         | 400 000   | rewers           |
| Pałac Potockich w Radzyniu Podlaskim                     | 20 złotych      | Ag 925      | 38,61 mm | 28,28 g | 1 grudnia 1999       | 15 000    | awers i rewers   |
| Pałac Potockich w Radzyniu Podlaskim                     | 2 złote         | CuAl5Zn5Sn1 | 27,00 mm | 8,15 g  | 1 grudnia 1999       | 450 000   | rewers           |
| Pałac w Wilanowie                                        | 20 złotych      | Ag 925      | 38,61 mm | 28,28 g | 5 kwietnia 2000      | 24 000    | awers i rewers   |
| Pałac w Wilanowie                                        | 2 złote         | CuAl5Zn5Sn1 | 27,00 mm | 8,15 g  | 5 kwietnia 2000      | 500 000   | rewers           |
| Kopalnia soli w Wieliczce                                | 20 złotych      | Ag 925      | 38,61 mm | 28,28 g | 21 marca 2001        | 25 000    | awers i rewers   |
| Kopalnia soli w Wieliczce                                | 2 złote         | CuAl5Zn5Sn1 | 27,00 mm | 8,15 g  | 21 marca 2001        | 500 000   | rewers           |
| Zamek w Malborku                                         | 20 złotych      | Ag 925      | 38,61 mm | 28,28 g | 23 października 2002 | 51 000    | awers i rewers   |
| Zamek w Malborku                                         | 2 złote         | CuAl5Zn5Sn1 | 27,00 mm | 8,15 g  | 23 października 2002 | 680 000   | rewers           |
| Kościół w Haczowie                                       | 20 złotych      | Ag 925      | 38,61 mm | 28,28 g | 13 września 2006     | 64 000    | awers i rewers   |
| Kościół w Haczowie                                       | 2 złote         | CuAl5Zn5Sn1 | 27,00 mm | 8,15 g  | 13 września 2006     | 1 000     | rewers           |
| Miasto średniowieczne w Toruniu                          | 20 złotych      | Ag 925      | 38,61 mm | 28,28 g | 21 czerwca 2007      | 56 000    | awers i rewers   |
| Miasto średniowieczne w Toruniu                          | 2 złote         | CuAl5Zn5Sn1 | 27,00 mm | 8,15 g  | 21 czerwca 2007      | 990 000   | rewers           |
| Kazimierz Dolny                                          | 20 złotych      | Ag 925      | 38,61 mm | 28,28 g | 19 czerwca 2008      | 125 000   | awers i rewers   |
| Kazimierz Dolny                                          | 2 złote         | CuAl5Zn5Sn1 | 27,00 mm | 8,15 g  | 17 czerwca 2008      | 1 380 000 | rewers           |
| Krzeszów                                                 | 20 złotych      | Ag 925      | 38,61 mm | 28,28 g | 29 listopada 2010    | 50 000    | awers i rewers   |
| Krzeszów                                                 | 2 złote         | CuAl5Zn5Sn1 | 27,00 mm | 8,15 g  | 24 listopada 2010    | 1 000     | rewers           |
| Krzemionki Opatowskie                                    | 20 złotych      | Ag 925      | 38,61 mm | 28,28 g | 18 lipca 2012        | 45 000    | awers i rewers   |
| Krzemionki Opatowskie                                    | 2 złote         | CuAl5Zn5Sn1 | 27,00 mm | 8,15 g  | 18 lipca 2012        | 800 000   | rewers           |
| Relikty budowli pałacowo-sakralnej na Ostrowie Lednickim | 20 złotych      | Ag 925      | 38,61 mm | 28,28 g | 2 maja 2015          | 30 000    | awers i rewers   |